# Santa Anita, Silao de la Victoria
Santa Anita är en ort i Mexiko.   Den ligger i kommunen Silao de la Victoria och delstaten Guanajuato, i den centrala delen av landet, 290 km nordväst om huvudstaden Mexico City. Santa Anita ligger 1 746 meter över havet och antalet invånare är 479.
Terrängen runt Santa Anita är platt åt nordost, men åt sydväst är den kuperad. Runt Santa Anita är det tätbefolkat, med 790 invånare per kvadratkilometer. Närmaste större samhälle är Irapuato, 17,5 km sydost om Santa Anita. Omgivningarna runt Santa Anita är en mosaik av jordbruksmark och naturlig växtlighet.